# عنخحاف
كان الأمير عنخحاف أو عنخ حاف أميرًا مصريًا وشغل منصب وزير ومشرف على أعمال الملك خعفرع، الذي كان الأخ غير الشقيق لعنخحاف. عاش خلال الأسرة المصرية الرابعة (2613 إلى 2494 قبل الميلاد).

## عائلة
عنخحاف هو ابن الملك سنفرو ومجهولة الزوجة. قبر عنخحاف بالجيزة (G 7510) يصور شقيقته زوجته الأميرة حتب حرس. كانت الأميرة حتب حرس الابنة الكبرى لسنفرو والملكة حتب حرس، وبالتالي أخت عنخحاف غير الشقيقة. كان حتب حرس يحمل ألقاب «ابنة الملك الأكبر من جسده»، «التي يحبها» و«كاهنة سنفرو». ولأنخاف وحتب حرس ابنة كانت أم حفيدهما عنخطف.
كان عنخحاف يحمل ألقاب «ابن الملك الأكبر من جسده»، و«الوزير» و«العظيم من بين خمسة من بيت تحوت».

## حياة مهنية
يُعتقد أن عنخحاف قد شارك في بناء الهرم الأكبر بالجيزة ومن المحتمل أنه لعب دورًا في بناء تمثال أبو الهول. في عام 2013، تم اكتشاف مجموعة من أجزاء البردي، يوميات ميرير، في المرفأ القديم لخوفو بوادي الجرف. يبدو أن سجلات المفتش المسمى ميرير تعود إلى العام السابع والعشرين من حكم خوفو وسجلت شهورًا من عمليات نقل الحجر الجيري من طرة إلى الجيزة. تشير السجلات إلى مركز إداري يسمى رو شي خوفو كان تحت سلطة الوزير عنخحاف. وفقًا لعالم المصريات بيير تاليت، فإن هذا سيضعه مسؤولاً عن بناء الهرم في نهاية المشروع. على الرغم من عدم تحديد اليوميات، إلا أن تاليت يعتقد أن العمليات تشير إلى تسليم الحجر الجيري طرة المستخدم في الغلاف. يُدعى عنخَخَف في بردية النبيل (إيري بات) ومشرف على رو شي خوفو. المكان الأخير كان ميناء الجيزة حيث وصلت حجارة بناء الهرم.

## القبر
كانت مقبرة عنخحاف، G 7510، واحدة من أكبر مقابر المقبرة الشرقية في الجيزة. تم تأريخ القبر إلى عهد خفرع بواسطة ريزنر. في الآونة الأخيرة، أدت دراسة الهندسة المعمارية والأيقونات وألقاب الساكنين إلى إعادة تقييم ومن المحتمل أن تمتد المقبرة على عهود خوفو ودجيدف رع وخفرع.
تمثال نصفي رائع وواقعي من الحجر الجيري تم اكتشافه في قبره من الحجر الجيري يعتبر من عمل «سيد» الفن المصري القديم من عصر المملكة المصرية القديمة، ويمكن رؤيته في متحف الفنون الجميلة في بوسطن. رقم الكتالوج الخاص به هو Museum Expedition 27.442.